# Palazzo della Dataria
Palazzo della Dataria Apostolica (traduction littérale française « Le Palais de la Daterie apostolique » plus simplement connu sous le nom Palazzo della Dataria, est un palais situé dans la Via della Dataria dans le rione Trevi à Rome, appuyé contre le Palazzo della Panetteria face au Palazzo San Felice. 

## Histoire
Le palais, anciennement connu sous le nom de Tribunale dei Benefici, a reçu le nom de della Dataria (la Chancellerie) en indiquant la date sur tous ses documents ( sceau). La structure originale de l'édifice remonte à la fin du XVIe siècle et appartenait au cardinal Orazio Maffei. Après sa mort en 1609, le bâtiment a été remis à la Chambre apostolique par la famille papale et y a été installé, en 1625, le siège de la Daterie apostolique. 
À cette fin, le palais a été restructuré sur ordre du pape Paul V, comme le révèlent les armoiries des Borghese et l'inscription encore aujourd'hui sur la façade du bâtiment. En 1860, le palais fut complètement reconstruit par le pape Pie IX et par le célèbre architecte Andrea Busiri Vici, qui construisit une nouvelle structure englobant l'ancien bâtiment et une maison voisine. Une plaque au-dessus de la porte avec le blason du pape, la famille Mastei Ferretti, commémore les travaux.
Le palais, attribué comme propriété du Saint-Siège par le Traité du Latran (1929), a été vendu en 1973 à l'agence de presse italienne ANSA pour 2,5 millions de dollars. Actuellement, le bâtiment n'est plus relié au palais du Quirinal, dont il était une annexe.

## Description
Tout ce que l'on voit aujourd'hui au-delà des portails est une façade simple et sans intérêt résultat des travaux du XIXe siècle. Jusqu'à la fin du XIXe siècle, la porte d'accès au palais servait de passage public pour accéder au Vicolo Scandenberg. Avant cela, il était possible de marcher à l'abri de la pluie jusqu'à la porte du palais du Quirinal, qui se trouvait dans la Via del Quirinale.